# 沃韋格角
65°57′S 64°48′W / 65.950°S 64.800°W
沃韋格角是南極洲的海岬，位於葛拉漢地西岸，是巴里拉里灣的西南部，由英國的測量隊繪入地圖，該海岬以德國的滑雪先驅命名。